# Bert Maertens
Pour les articles homonymes, voir Maertens.
Bert J. Maertens, né le 16 novembre 1981, est un homme politique belge flamand, membre de la N-VA.
Il est licencié en Sciences politiques (UGent) et a une maîtrise de gestion publique (KUL).

## Carrière politique
- Député fédéral depuis le 6 juillet 2010, remplaçant Geert Bourgeois, ministre, puis le 8 novembre 2012, Manu Beuselinck jusqu'en 2014.
- Député flamand depuis le 23 juillet 2014, remplaçant Geert Bourgeois, ministre.
- 2007-     : Conseiller communal à Izegem
- 2013-     : Bourgmestre d'Izegem